# Sân bay Sakon Nakhon
Sân bay Sakon Nakhon (IATA: SNO, ICAO: VTUI) là một sân bay ở Sakon Nakhon, Thái Lan. Sân bay này được sử dụng cho mục đích quân sự và dân dụng (Không quân Hoàng gia Thái Lan).

## Hãng hàng không và tuyến vay
| Hãng hàng không | Các điểm đến       |
| --------------- | ------------------ |
| Nok Air         | Bangkok-Don Mueang |

## Tai nạn và sự cố
- Ngày 23 tháng 9 năm 1976, Douglas C-47A L2-40/15 của Không quân Hoàng gia Thái Lan đã bị hư hỏng vượt mức sửa chữa kinh tế trong một tai nạn cất cánh.[1]